# Joen Philip Klingspor
Joen Philip Klingspor, född 10 augusti 1714, död 3 april 1786 på Tranås i Säby socken, Småland, var en svensk militär.

## Biografi
Joen Philip Klingspor var son till major Henrik Abraham Klingspor och Anna Sofia Stålhammar. Han blev volontär vid Jönköpings regemente 1730, rustmästare där 1732. Klingspor blev volontär vid Royal suédois i fransk tjänst 1735, fänrik där samma år, 1742 sergeant vid Jönköpings regemente och senare samma år fänrik där samt löjtnant samma år vid Royal suédois och sekundkapten där 1744. År 1745 blev han major vid Royal suédois och senare samma år grenadjärkapten vid Axel von Fersen den äldres tyska regemente i fransk tjänst och 1747 kommendant av andra bataljonen av samma regemente. Klingspor blev 1751 överstelöjtnant i fransk tjänst och samma år löjtnant vid Jönköpings regemente. Han blev senare överste i fransk tjänst och chef för prinsens av Nassau-Usingen regemente, 1761 överstelöjtnant vid Kalmar regemente och brigadier i fransk tjänst 1763. Klingspor blev överstelöjtnant vid Kronprinsens regemente och var överste och chef för Västgöta-Dals regemente 1770–1773. I samband med sitt avsked 1773 erhöll han generalmajors av infanteriet namn, heder och värdighet. Han skrev sig till Margreteholm och Tranås. Klingspor blev riddare av Svärdsorden 1748 och 1759 riddare av preussiska Pour le Mérite.